# كويس
كويس قرية سوريّة تتبع إداريّاً لمحافظة حلب منطقة السفيرة ناحية خناصر، بلغ تعداد سكانها 498 نسمة حسب التعداد السكاني لعام 2004.